# Gugur Bunga
Gugur Bunga (także Gugur Bunga di Taman Bakti)  – indonezyjska pieśń patriotyczna napisana w 1945 roku przez Ismaila Marzukiego. Została stworzona na cześć żołnierzy poległych podczas indonezyjskiej rewolucji narodowej i opowiada o uczuciach towarzyszących śmierci żołnierza. Zawarte w tekście wyrażenie gugur satu, tumbuh seribu upowszechniło się jako utarta fraza w języku indonezyjskim.

## Tekst pieśni[4][5][6]
Betapa hatiku takkan pilu
Telah gugur pahlawanku
Betapa hatiku takkan sedih
Hamba ditinggal sendiri
Siapakah kini pelipur lara
Nan setia dan perwira
Siapakah kini pahlawan hati
Pembela bangsa sejati
Telah gugur pahlawanku
Tunai sudah janji bakti
Gugur satu tumbuh seribu
Tanah air jaya sakti
Gugur bungaku di taman bakti
Di haribaan pertiwi
Harum semerbak menambahkan sari
Tanah air jaya sakti